# 蘇雷塔山

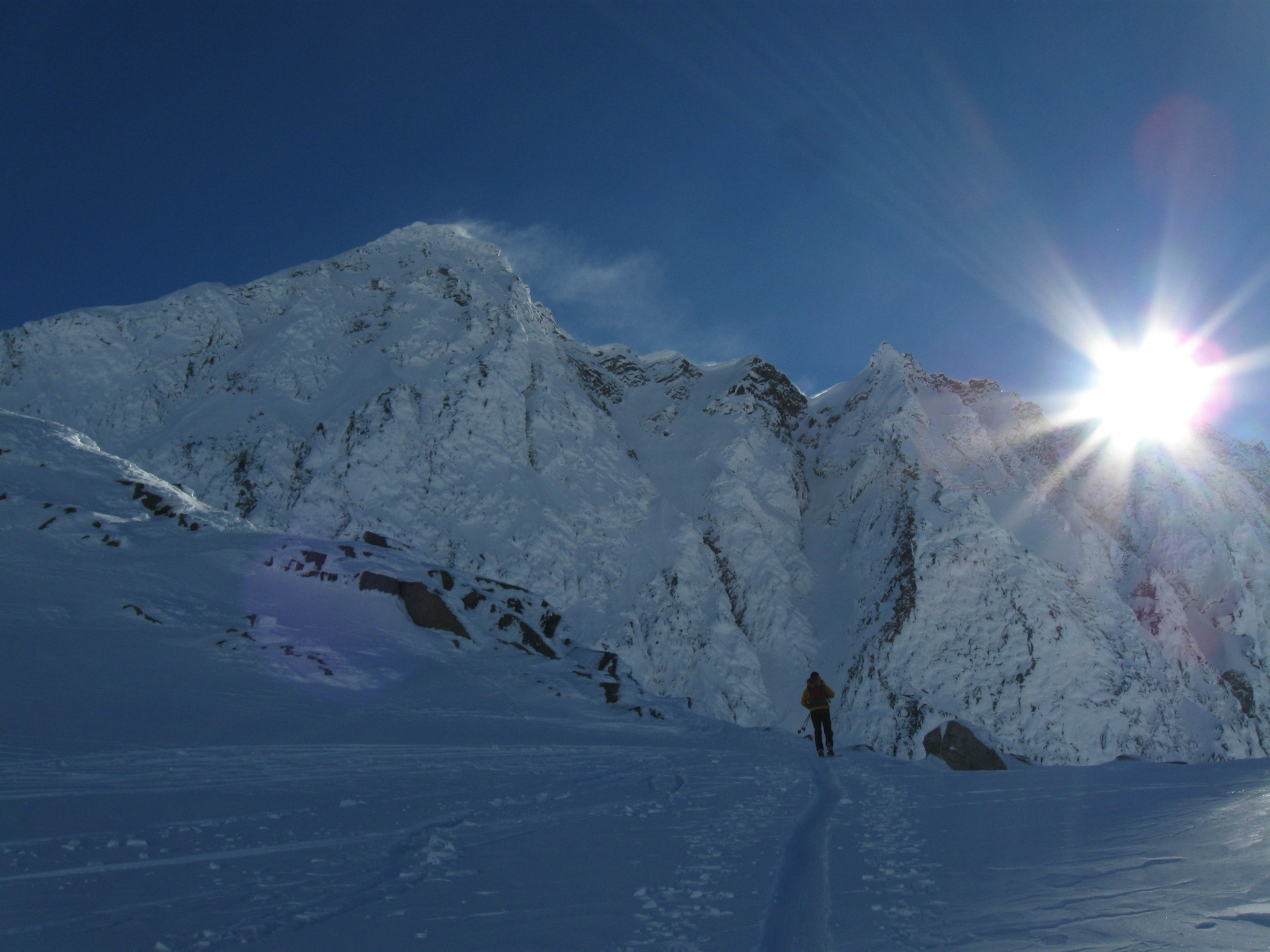

46°30′35″N 9°21′45″E / 46.50972°N 9.36250°E
蘇雷塔山（義大利語：Pizzo Suretta），是歐洲的山峰，位於意大利和瑞士接壤的邊境，屬於上哈爾布施泰因阿爾卑斯山脈的一部分，海拔高度3,027米，每年平均降雨量1,851毫米。